# تروفيو سيرا دي ترامونتانا 2023
تروفيو سيرا دي ترامونتانا 2023 (بالإسبانية: Trofeo Serra de Tramuntana 2023)‏ هو سباق دراجات هوائية من فئة  سباق يوم واحد، وهو الموسم الثاني والثلاثين من تروفيو سيرا دي ترامونتانا ‏، وأقيم في 28 يناير 2023 ضمن سباقات طواف أوروبا للدراجات 2023.
فاز بالمركز الأول Kobe Goossens ‏، وفاز بالمركز الثاني Lennert Van Eetvelt ‏، وفاز بالمركز الثالث Ilan Van Wilder ‏.

## الفرق
| فرق عالمية (8)- Bora-Hansgrohe - Cofidis - EF Education-EasyPost - Intermarché-Circus-Wanty - Movistar Team - Soudal Quick-Step - Arkéa-Samsic - UAE Team Emirates فرق برو (10)- برجس بي إتش 2023 ‏ - كاجا رورال-سيغوروس 2023 ‏ - فريق إيولو كوميت لركوب الدراجات 2023 ‏ - Equipo Kern Pharma ‏ - أوسكالتيل أوسكادي 2023 ‏ - Green Project-Bardiani CSF-Faizanè - Human Powered Health - Israel-Premier Tech - Lotto Dstny - سبورت فلاندرين بالويس ‏ فرق قارية (2)- إلكترو هايبر يوروبا ‏ - Project Echelon Racing ‏ فريق وطني- فريق إسبانيا لركوب الدراجات للرجال ‏ |  |
| |  |

## التصنيف العام النهائي
| التصنيف العام         | التصنيف العام        | التصنيف العام                      | التصنيف العام | التصنيف العام |
| العداء                | العداء               | الفريق                             | الوقت         |               |
| --------------------- | -------------------- | ---------------------------------- | ------------- | ------------- |
| 1                     | Kobe Goossens ‏       | Intermarché-Circus-Wanty           | 2 س 55 د 07 ث |               |
| 2                     | Lennert Van Eetvelt ‏ | Lotto Dstny                        | + 7 ث         |               |
| 3                     | Ilan Van Wilder ‏     | Soudal Quick-Step                  | + 9 ث         |               |
| 4                     | ليليان كالجمان       | Intermarché-Circus-Wanty           | + 11 ث        |               |
| 5                     | براندون ماكنولتي     | فريق الإمارات                      | + 13 ث        |               |
| 6                     | هيو كارثي            | EF Education-EasyPost              | + 13 ث        |               |
| 7                     | Alessio Martinelli ‏  | Green Project-Bardiani CSF-Faizanè | + 13 ث        |               |
| 8                     | Alessandro Tonelli ‏  | Green Project-Bardiani CSF-Faizanè | + 21 ث        |               |
| 9                     | João Almeida         | فريق الإمارات                      | + 31 ث        |               |
| 10                    | Harry Sweeny ‏        | Lotto Dstny                        | + 1 د 20 ث    |               |
|                       |                      |                                    |               |               |
| مصدر: ProCyclingStats |                      |                                    |               |               |

## وصلات خارجية
- لمحة عن سباق تروفيو سيرا دي ترامونتانا 2023 على موقع  ProCyclingStats   (برو  سايكلنج  ستاتس) - إحصاءات  محترفي  الدراجات.
- تروفيو سيرا دي ترامونتانا 2023 على موقع إحصائيات الدراجات الإحترافية (الإنجليزية)